# Temporada 1999 de la NFL

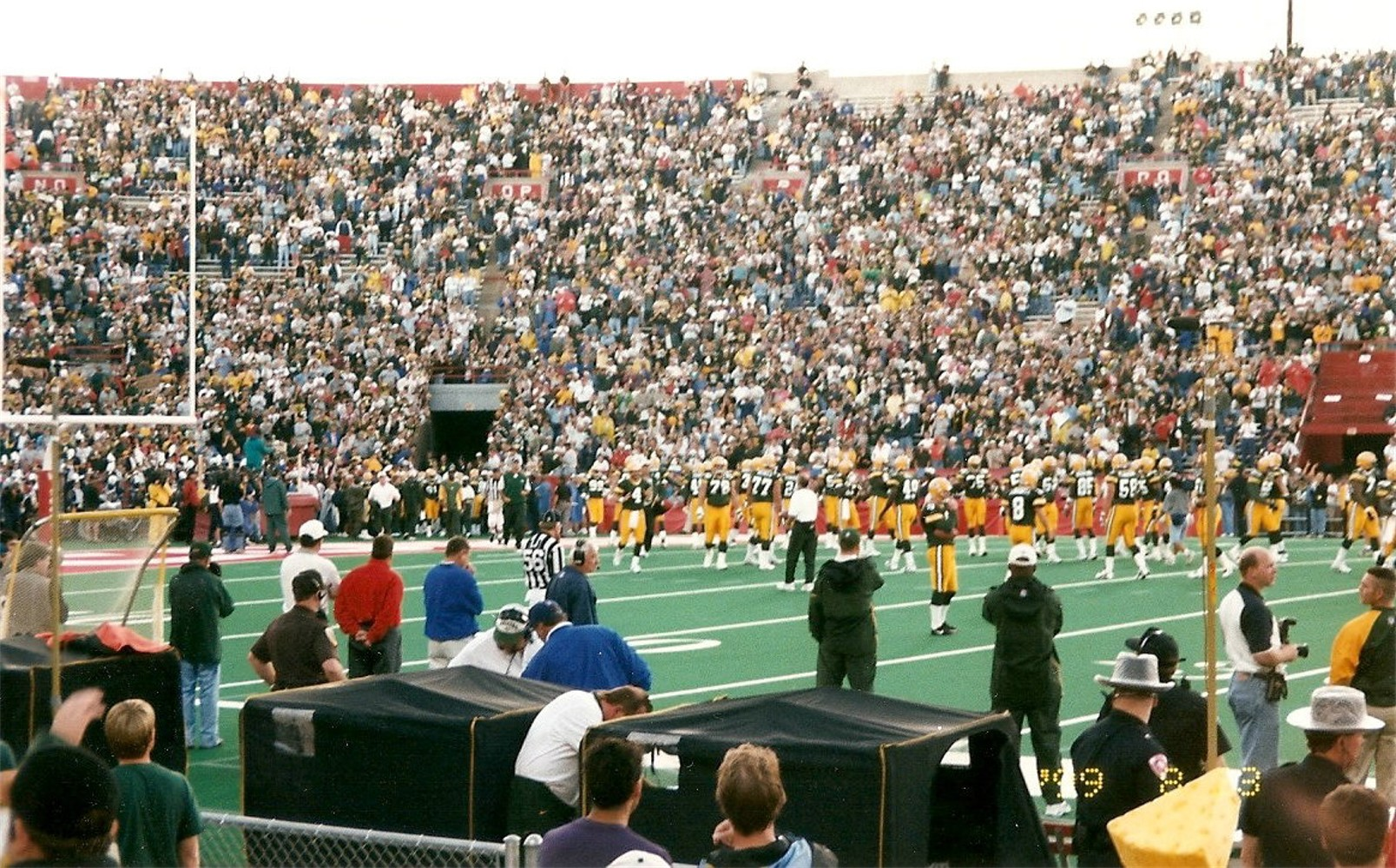
Juego de pretemporada entre Green Bay vs. Denver en el Camp Randall Stadium, 23 de agosto de 1999

La Temporada 1999 de la NFL fue la 80.ª en la historia de la NFL. En la temporada regular se juegan 16 partidos durante 17 semanas. Posteriormente se juegan los playoffs, que determinan los equipos que se clasificarán para la gran final: el Super Bowl.
Los Cleveland Browns regresaron a la liga luego de su última participación en la Temporada 1995. Además, Tennessee Oilers cambió su nombre a Tennessee Titans, y la liga se retiró el nombre de "Oilers" - la primera vez en la historia de la NFL.
Con el regreso de los Browns se incrementó el número de equipos a 31, la primera vez que la liga había jugado con un número impar de clubes desde 1966. Como resultado, la NFL se vio obligada a dar descanso cada semana por lo menos a un equipo. Anteriormente, salvo en circunstancias extremas, un club nunca recibió una semana de descanso durante las primeras dos semanas o siete últimas semanas de la temporada. Bajo un nuevo sistema, durante diez semanas de la temporada (Desde la semana 1 a la 2; y desde la Semana 10 a la Semana 17), un equipo tenía programada su semana de descanso; durante siete semanas de la temporada (Desde la semana 3 de la Semana 9), tres equipos lo llevaban a cabo. Este formato continuaría durante las próximas dos temporadas hasta que los Houston Texans se unieron a la NFL en el 2002 y la liga regresó a un número par de equipos(32).
El inicio de la temporada se retrasó una semana y comenzó el fin de semana después del Labor Day, un cambio respecto a las temporadas anteriores. Debido al Problema del año 2000 , la NFL no quería celebrar la primera ronda de los playoffs el sábado 1 de enero de 2000, y no quería que los equipos que viajaran en ese día. Los partidos de la semana 17 se llevaron a cabo el 2 de enero de 2000, y la primera ronda de los playoff serían programadas para enero 8-9. La semana de descanso antes del Super Bowl fue retirada para acomodar el ajuste de una sola semana. El inicio de la temporada después del Labor Day quedaría fija para las siguientes temporadas, a partir de Temporada 2001.
El último puesto en los playoffs de la NFC se definió en un emocionante día final de temporada. Tanto con los Green Bay Packers y Carolina Panthers legaban con 7-8 (Victorias-Derrotas) y empatados en el último lugar en los playoffs con los Dallas Cowboys, y sujetos a otros criterios de desempate, el mismo estaría determinada por la mejor diferencia de puntos netos en juegos de conferencia. Tanto los Packers y Panteras estaban jugando a las 1:00 PM hora del Este el 2 de enero, y ambos equipos trataron de superar a la otra. Los Packers vencieron a los Arizona Cardinals 49-24, y los Panthers vencieron a los New Orleans Saints 45-13. Los Packers terminaron por delante de las Panteras por 11 puntos, pero Dallas venció a los New York Giants más tarde esa noche y se quedaron con la última plaza de playoffs.
Los St. Louis Rams, que tuvieron un récord negativo para cada una de las últimas nueve temporadas, sorprendieron a toda la liga al derrotar a los Tennessee Titans en el Super Bowl XXXIV.

## Temporada regular
V = Victorias, D = Derrotas, E = Empates, CTE = Cociente de victorias [V+(E/2)]/(V+D+E), PF= Puntos a favor, PC = Puntos en contra
| Clasificado para los playoffs |

| Indianapolis Colts(2) | 13 | 3 | 0 | .813 | 423 | 333 |
| Buffalo Bills(5)      | 11 | 5 | 0 | .688 | 320 | 229 |
| Miami Dolphins(6)     | 9  | 7 | 0 | .563 | 326 | 336 |
| New York Jets         | 8  | 8 | 0 | .500 | 308 | 309 |
| New England Patriots  | 8  | 8 | 0 | .500 | 299 | 284 |

| Jacksonville Jaguars(1) | 14 | 2  | 0 | .875 | 396 | 217 |
| Tennessee Titans(4)     | 13 | 3  | 0 | .813 | 392 | 324 |
| Baltimore Ravens        | 8  | 8  | 0 | .500 | 324 | 277 |
| Pittsburgh Steelers     | 6  | 10 | 0 | .375 | 317 | 320 |
| Cincinnati Bengals      | 4  | 12 | 0 | .250 | 283 | 460 |
| Cleveland Browns        | 2  | 14 | 0 | .125 | 217 | 437 |

| Seattle Seahawks(3) | 9 | 7  | 0 | .563 | 338 | 298 |
| Kansas City Chiefs  | 9 | 7  | 0 | .563 | 390 | 322 |
| San Diego Chargers  | 8 | 8  | 0 | .500 | 269 | 316 |
| Oakland Raiders     | 8 | 8  | 0 | .500 | 390 | 329 |
| Denver Broncos      | 6 | 10 | 0 | .375 | 314 | 318 |

| Washington Redskins(3) | 10 | 6  | 0 | .625 | 443 | 377 |
| Dallas Cowboys(5)      | 8  | 8  | 0 | .500 | 352 | 276 |
| New York Giants        | 7  | 9  | 0 | .438 | 299 | 358 |
| Arizona Cardinals      | 6  | 10 | 0 | .375 | 245 | 382 |
| Philadelphia Eagles    | 5  | 11 | 0 | .313 | 272 | 357 |

| Tampa Bay Buccaneers(2) | 11 | 5  | 0 | .688 | 270 | 235 |
| Minnesota Vikings(4)    | 10 | 6  | 0 | .625 | 399 | 335 |
| Detroit Lions(6)        | 8  | 8  | 0 | .500 | 322 | 323 |
| Green Bay Packers       | 8  | 8  | 0 | .500 | 357 | 341 |
| Chicago Bears           | 6  | 10 | 0 | .375 | 272 | 341 |

| St. Louis Rams(1)   | 13 | 3  | 0 | .813 | 526 | 242 |
| Carolina Panthers   | 8  | 8  | 0 | .500 | 421 | 381 |
| Atlanta Falcons     | 5  | 11 | 0 | .313 | 285 | 380 |
| San Francisco 49ers | 4  | 12 | 0 | .250 | 295 | 453 |
| New Orleans Saints  | 3  | 13 | 0 | .188 | 260 | 434 |

### Desempate
- Miami fue el tercer comodín de la AFC por delante de Kansas City basado en el mejor registro contra oponentes comunes (6-1 Chiefs' 5-3).
- N.Y. Jets terminó por delante de New England en la AFC Este basado en un mejor registro de división (4-4 para los Patriots' 2-6).
- Seattle terminó por delante de Kansas City en la AFC Oeste basado en enfrentamientos frente a frente (2-0).
- San Diego terminó por delante de Oakland en la AFC Oeste basado en un mejor registro de división (5-3 a Raiders' 3-5).
- Dallas fue el segundo comodín NFC basado en el mejor registro contra oponentes comunes (3-2 Lions' 3-3) y un mejor registro de la conferencia contra Carolina (7-5 al Panthers' 6-6).
- Detroit fue el tercer comodín NFC basado en un mejor registro de la conferencia frente a Green Bay (7-5 a 6-6 Packers) y Carolina (7-5 Panthers '6-6).

## Postemporada
|  | Ronda Wild Card                 | Ronda Wild Card                 | Ronda Wild Card                 |    |              | Ronda divisional                    | Ronda divisional                    | Ronda divisional                    |                                 |                                 | Finales de conferencia          | Finales de conferencia | Finales de conferencia |  |  | Super Bowl | Super Bowl | Super Bowl |
|  |                                 |                                 |                                 |    |              |                                     |                                     |                                     |                                 |                                 |                                 |                        |                        |  |  |            |            |            |
|  | 8 de enero – FedEx Field        | 8 de enero – FedEx Field        | 8 de enero – FedEx Field        |    |              | 15 de enero – Raymond James Stadium | 15 de enero – Raymond James Stadium | 15 de enero – Raymond James Stadium |                                 |                                 |                                 |                        |                        |  |  |            |            |            |
|  | 8 de enero – FedEx Field        | 8 de enero – FedEx Field        | 8 de enero – FedEx Field        |    |              | 15 de enero – Raymond James Stadium | 15 de enero – Raymond James Stadium | 15 de enero – Raymond James Stadium |                                 |                                 |                                 |                        |                        |  |  |            |            |            |
|  | 8 de enero – FedEx Field        | 8 de enero – FedEx Field        | 8 de enero – FedEx Field        |    |              | 15 de enero – Raymond James Stadium | 15 de enero – Raymond James Stadium | 15 de enero – Raymond James Stadium |                                 |                                 |                                 |                        |                        |  |  |            |            |            |
|  | 8 de enero – FedEx Field        | 8 de enero – FedEx Field        | 8 de enero – FedEx Field        |    |              | 15 de enero – Raymond James Stadium | 15 de enero – Raymond James Stadium | 15 de enero – Raymond James Stadium |                                 |                                 |                                 |                        |                        |  |  |            |            |            |
|  | #6                              | Detroit                         | 13                              |    |              | 15 de enero – Raymond James Stadium | 15 de enero – Raymond James Stadium | 15 de enero – Raymond James Stadium |                                 |                                 |                                 |                        |                        |  |  |            |            |            |
|  | #6                              | Detroit                         | 13                              | #3 | Washington   | 13                                  |                                     |                                     |                                 |                                 |                                 |                        |                        |  |  |            |            |            |
|  | #3                              | Washington                      | 27                              | #3 | Washington   | 13                                  |                                     |                                     | 23 de enero - Edward Jones Dome | 23 de enero - Edward Jones Dome | 23 de enero - Edward Jones Dome |                        |                        |  |  |            |            |            |
|  | #3                              | Washington                      | 27                              | #2 | Tampa Bay    | 14                                  |                                     |                                     | 23 de enero - Edward Jones Dome | 23 de enero - Edward Jones Dome | 23 de enero - Edward Jones Dome |                        |                        |  |  |            |            |            |
|  |                                 |                                 |                                 | #2 | Tampa Bay    | 14                                  |                                     |                                     | 23 de enero - Edward Jones Dome | 23 de enero - Edward Jones Dome | 23 de enero - Edward Jones Dome |                        |                        |  |  |            |            |            |
|  |                                 |                                 |                                 |    |              |                                     |                                     |                                     | 23 de enero - Edward Jones Dome | 23 de enero - Edward Jones Dome | 23 de enero - Edward Jones Dome |                        |                        |  |  |            |            |            |
|  | 9 de enero – Humphrey Metrodome | 9 de enero – Humphrey Metrodome | 9 de enero – Humphrey Metrodome | #2 | Tampa Bay    | 6                                   |                                     |                                     |                                 |                                 |                                 |                        |                        |  |  |            |            |            |
|  | 9 de enero – Humphrey Metrodome | 9 de enero – Humphrey Metrodome | 9 de enero – Humphrey Metrodome | #2 | Tampa Bay    | 6                                   | 16 de enero – Edward Jones Dome     |                                     |                                 |                                 |                                 |                        |                        |  |  |            |            |            |
|  | 9 de enero – Humphrey Metrodome | 9 de enero – Humphrey Metrodome | 9 de enero – Humphrey Metrodome |    | #1           | St. Louis                           | 11                                  |                                     |                                 |                                 |                                 |                        |                        |  |  |            |            |            |
|  | 9 de enero – Humphrey Metrodome | 9 de enero – Humphrey Metrodome | 9 de enero – Humphrey Metrodome |    | #1           | St. Louis                           | 11                                  |                                     |                                 |                                 |                                 |                        |                        |  |  |            |            |            |
|  | #5                              | Dallas                          | 17                              |    |              |                                     |                                     |                                     |                                 |                                 |                                 |                        |                        |  |  |            |            |            |
|  | #5                              | Dallas                          | 17                              | #4 | Minnesota    | 37                                  |                                     |                                     |                                 |                                 |                                 |                        |                        |  |  |            |            |            |
|  | #4                              | Minnesota                       | 27                              | #4 | Minnesota    | 37                                  |                                     |                                     | 30 de enero – Georgia Dome      | 30 de enero – Georgia Dome      | 30 de enero – Georgia Dome      |                        |                        |  |  |            |            |            |
|  | #4                              | Minnesota                       | 27                              | #1 | St. Louis    | 49                                  |                                     |                                     | 30 de enero – Georgia Dome      | 30 de enero – Georgia Dome      | 30 de enero – Georgia Dome      |                        |                        |  |  |            |            |            |
|  |                                 |                                 |                                 | #1 | St. Louis    | 49                                  |                                     |                                     |                                 | 30 de enero – Georgia Dome      | 30 de enero – Georgia Dome      |                        |                        |  |  |            |            |            |
|  |                                 |                                 |                                 |    |              |                                     |                                     |                                     |                                 | 30 de enero – Georgia Dome      | 30 de enero – Georgia Dome      |                        |                        |  |  |            |            |            |
|  | 8 de enero – Adelphia Coliseum  | 8 de enero – Adelphia Coliseum  | 8 de enero – Adelphia Coliseum  | N1 | St. Louis    | 23                                  |                                     |                                     |                                 |                                 |                                 |                        |                        |  |  |            |            |            |
|  | 8 de enero – Adelphia Coliseum  | 8 de enero – Adelphia Coliseum  | 8 de enero – Adelphia Coliseum  | N1 | St. Louis    | 23                                  | 16 de enero – RCA Dome              |                                     |                                 |                                 |                                 |                        |                        |  |  |            |            |            |
|  | 8 de enero – Adelphia Coliseum  | 8 de enero – Adelphia Coliseum  | 8 de enero – Adelphia Coliseum  |    | A4           | Tennessee                           | 16                                  |                                     |                                 |                                 |                                 |                        |                        |  |  |            |            |            |
|  | 8 de enero – Adelphia Coliseum  | 8 de enero – Adelphia Coliseum  | 8 de enero – Adelphia Coliseum  |    | A4           | Tennessee                           | 16                                  |                                     |                                 |                                 |                                 |                        |                        |  |  |            |            |            |
|  | #5                              | Buffalo                         | 16                              |    |              |                                     |                                     |                                     |                                 |                                 |                                 |                        |                        |  |  |            |            |            |
|  | #5                              | Buffalo                         | 16                              | #4 | Tennessee    | 19                                  |                                     |                                     |                                 |                                 |                                 |                        |                        |  |  |            |            |            |
|  | '#4                             | Tennessee                       | 22                              | #4 | Tennessee    | 19                                  |                                     |                                     | 23 de enero - Alltel Stadium    | 23 de enero - Alltel Stadium    | 23 de enero - Alltel Stadium    |                        |                        |  |  |            |            |            |
|  | '#4                             | Tennessee                       | 22                              | #2 | Indianapolis | 16                                  |                                     |                                     | 23 de enero - Alltel Stadium    | 23 de enero - Alltel Stadium    | 23 de enero - Alltel Stadium    |                        |                        |  |  |            |            |            |
|  |                                 |                                 |                                 | #2 | Indianapolis | 16                                  |                                     |                                     | 23 de enero - Alltel Stadium    | 23 de enero - Alltel Stadium    | 23 de enero - Alltel Stadium    |                        |                        |  |  |            |            |            |
|  |                                 |                                 |                                 |    |              |                                     |                                     |                                     | 23 de enero - Alltel Stadium    | 23 de enero - Alltel Stadium    | 23 de enero - Alltel Stadium    |                        |                        |  |  |            |            |            |
|  | 9 de enero – Kingdome           | 9 de enero – Kingdome           | 9 de enero – Kingdome           | #4 | Tennessee    | 33                                  |                                     |                                     |                                 |                                 |                                 |                        |                        |  |  |            |            |            |
|  | 9 de enero – Kingdome           | 9 de enero – Kingdome           | 9 de enero – Kingdome           | #4 | Tennessee    | 33                                  | 15 de enero – Alltel Stadium        |                                     |                                 |                                 |                                 |                        |                        |  |  |            |            |            |
|  | 9 de enero – Kingdome           | 9 de enero – Kingdome           | 9 de enero – Kingdome           |    | #1           | Jacksonville                        | 14                                  |                                     |                                 |                                 |                                 |                        |                        |  |  |            |            |            |
|  | 9 de enero – Kingdome           | 9 de enero – Kingdome           | 9 de enero – Kingdome           |    | #1           | Jacksonville                        | 14                                  |                                     |                                 |                                 |                                 |                        |                        |  |  |            |            |            |
|  | #6                              | Miami                           | 20                              |    |              |                                     |                                     |                                     |                                 |                                 |                                 |                        |                        |  |  |            |            |            |
|  | #6                              | Miami                           | 20                              | #6 | Miami        | 7                                   |                                     |                                     |                                 |                                 |                                 |                        |                        |  |  |            |            |            |
|  | #3                              | Seattle                         | 17                              | #6 | Miami        | 7                                   |                                     |                                     |                                 |                                 |                                 |                        |                        |  |  |            |            |            |
|  | #3                              | Seattle                         | 17                              | #1 | Jacksonville | 62                                  |                                     |                                     |                                 |                                 |                                 |                        |                        |  |  |            |            |            |
|  |                                 |                                 |                                 | #1 | Jacksonville | 62                                  |                                     |                                     |                                 |                                 |                                 |                        |                        |  |  |            |            |            |

- Local en cada partido: El local en cada partido es el equipo mejor clasificado, el equipo de abajo en el cuadro, excepto en el Super Bowl que es un estadio neutral.

## Premios anuales
Al final de temporada se entregan diferentes premios reconociendo el valor del jugador durante la temporada entera.
| Premio                     | Ganador        | Posición         | Equipo               |
| -------------------------- | -------------- | ---------------- | -------------------- |
| Jugador más valioso        | Kurt Warner    | Quarterback      | St. Louis Rams       |
| Jugador ofensivo del año   | Marshall Faulk | Running back     | St. Louis Rams       |
| Jugador defensivo del año  | Warren Sapp    | Defensive tackle | Tampa Bay Buccaneers |
| Entrenador del año         | Dick Vermeil   | Head Coach       | St. Louis Rams       |
| Novato ofensivo del año    | Edgerrin James | Running back     | Indianapolis Colts   |
| Novato defensivo del año   | Jevon Kearse   | Defensive end    | Tennessee Titans     |
| Regreso del año            | Bryant Young   | Defensive tackle | San Francisco 49ers  |
| Hombre del Año             | Cris Carter    | Wide receiver    | Minnesota Vikings    |
| Jugador más valioso del SB | Kurt Warner    | Quarterback      | St. Louis Rams       |